# مسجد موتی
مسجد موتی یک بنای مذهبی مربوط به قرن ۱۷ میلادی است که در داخل قلعه لاهور، شهر لاهور، استان پنجاب کشور پاکستان واقع شده‌است. نام این سازه، به معنای سنگ مرمر کوچک و سفید است. این بنا توسط امپراتور مغول، جهانگیر ساخته شده و توسط معماران شاه جهان اصلاح شده‌است. این مسجد در ضلع غربی قلعه لاهور، نزدیک به دروازه علمگری، ورودی اصلی قرار دارد.

## لغت‌شناسی و تاریخ
موتی در زبان اردو به معنی مروارید است که یک قدم ارزشمند درک شده را به ساختار مذهبی معرفی می‌کند. این یک امر مرسوم در بین امپراطوران مغول بود که نام مساجد را پس از نامهای عمومی، از سنگهای قیمتی بگذارند. نمونه‌های دیگر از این دست می‌توان به مینا مسجد (مسجد گوهر) و ناژینا مسجد (مسجد جواهرات) اشاره کرد که هر دو در قلعه آگرا واقع شده و در سال ۱۶۳۷ تحت سلطنت شاه جهان به پایان رسیدند. این مسجد که بین سالهای ۱۶۳۰ تا ۱۶۳۰ ساخته شده‌است، اولین بار «مروارید» نامگذاری شده‌است، پس از وی تکمیل سایر ساختمان‌های مشابه توسط شاه جهان در قلعه آگره (۵۳–۱۳۷۵) و پسرش اورنگ‌زیب در قلعه سرخ (۶۰–۱۶۵) صورت گرفته‌است.

### پس از مغول
پس از فروپاشی امپراطوری مغول، این مسجد به یک معبد سیک تبدیل شد و در دوره حکومت سیک در زمان رنجیت سینگ (۱۹۹۷–۱۷۱۶) به موتی ماندیر تغییر نام یافت. بعداً، رنجیت سینگ نیز از این ساختمان برای خزانه دولت استفاده کرد. هنگامی که انگلیسی‌ها در سال ۱۸۴۹ پنجاب را به دست گرفتند، در ساختمان این بنا، اشیاء گرانبهایی را یافتند. این ساختمان بعداً به وضعیت قبلی خود احیا شد و یادگارهای مذهبی در مسجد بدشاهی در این نزدیکی حفظ شد.

## سازه
این بنا که در گوشه شمال غربی چهارگوش Dewan-e-Aam قرار دارد، نمونه ای از معماری مغول از زمان شاه جهان است. این بنا به‌طور کامل از سنگ مرمر سفید ساخته شده‌است. این نما از طاقهای شکافته و ستونها تشکیل شده‌است. این مسجد دارای سه گنبد برافراشته است. این نمای پنج قوسی آن را از سایر مساجد کلاس مشابه با نمایهای سه قوسی متمایز می‌کند. فضای داخلی ساده و ساده به استثنای سقف‌هایی که به چهار ترتیب مختلف، دو قوس و دو تخته تزئین و طراحی شده‌است.